# Terebellides
Terebellides är ett släkte av ringmaskar som beskrevs av Michael Sars 1835. Enligt Catalogue of Life ingår Terebellides i familjen Trichobranchidae, men enligt Dyntaxa är tillhörigheten istället familjen Terebellidae.

## Dottertaxa tillTerebellides, i alfabetisk ordning[1][2]
- Terebellides anguicomus
- Terebellides atlantis
- Terebellides bisetosa
- Terebellides brevis
- Terebellides californica
- Terebellides carmenensis
- Terebellides distincta
- Terebellides ehlersi
- Terebellides gracilis
- Terebellides horikoshii
- Terebellides intoshi
- Terebellides japonica
- Terebellides jitu
- Terebellides kerguelensis
- Terebellides klemani
- Terebellides kobei
- Terebellides koreni
- Terebellides kowinka
- Terebellides lanai
- Terebellides lineata
- Terebellides lobatus
- Terebellides longicaudatus
- Terebellides malvinensis
- Terebellides moorei
- Terebellides mundora
- Terebellides narribri
- Terebellides parvus
- Terebellides paulina
- Terebellides reishi
- Terebellides sepultura
- Terebellides sieboldi
- Terebellides strepsibranchis
- Terebellides stroemi
- Terebellides stroemii
- Terebellides totae
- Terebellides umbella
- Terebellides williamsae
- Terebellides woolawa